# Chromaat en dichromaat

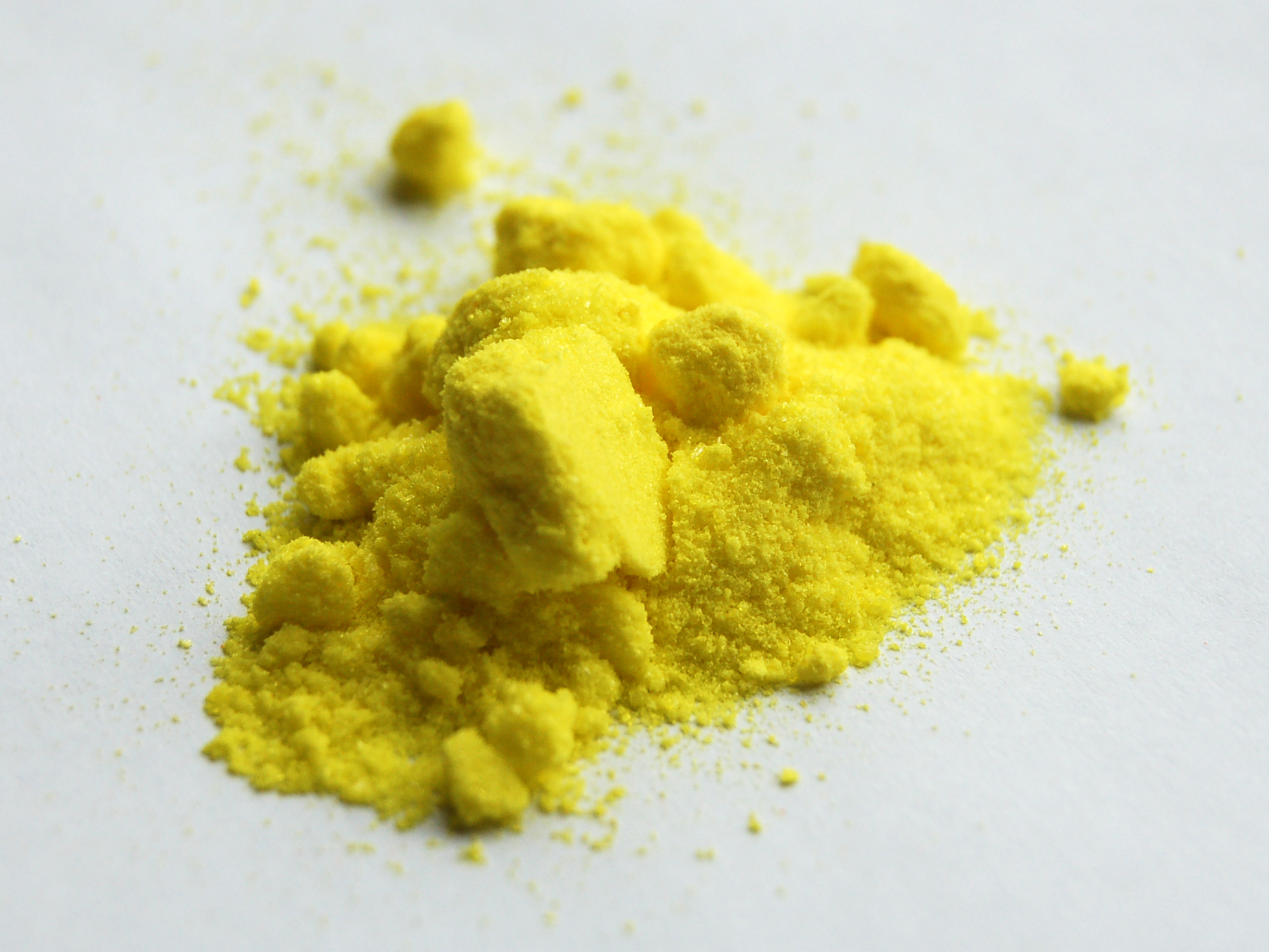
Kaliumchromaat.

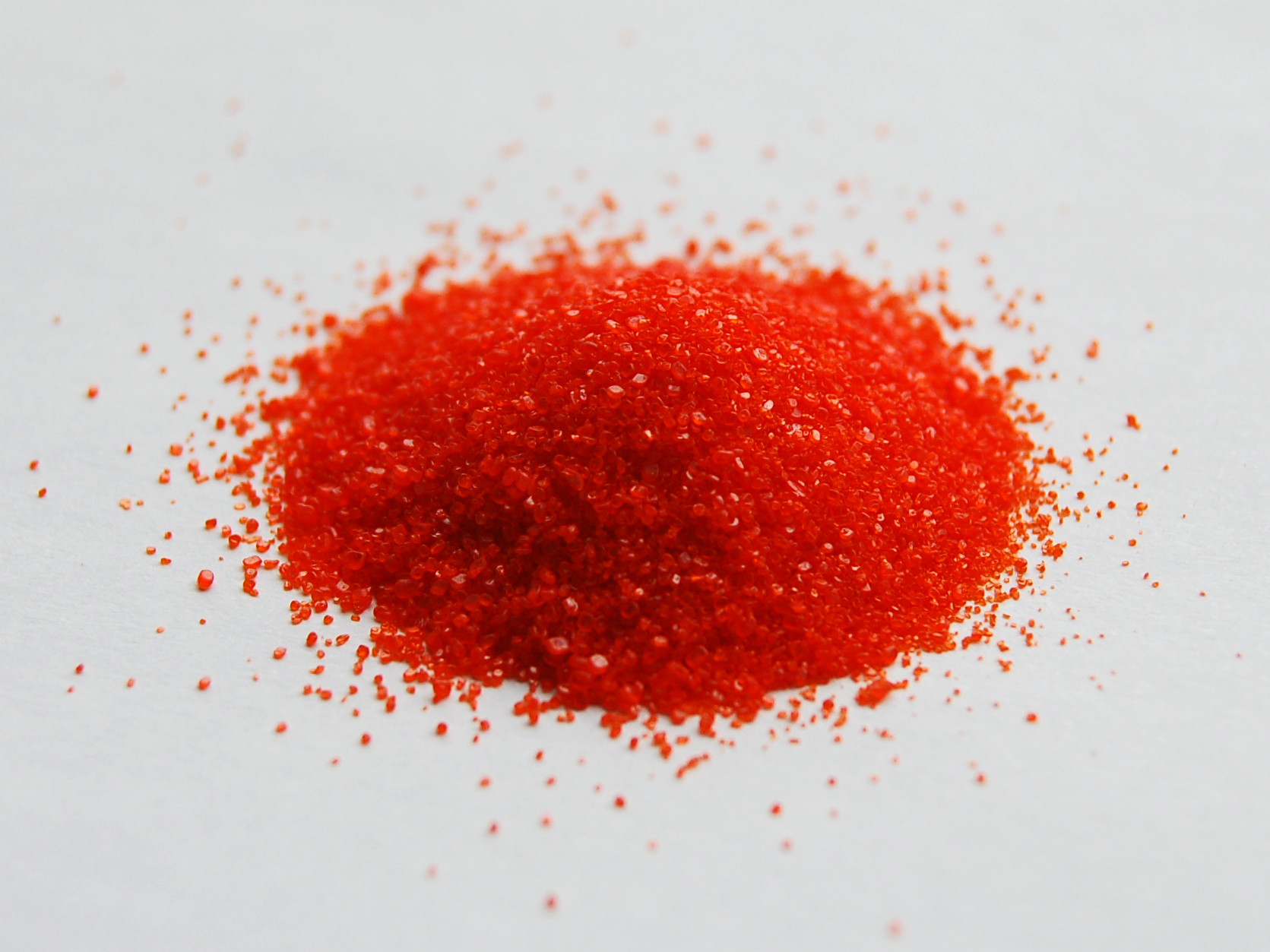
Kaliumdichromaat.

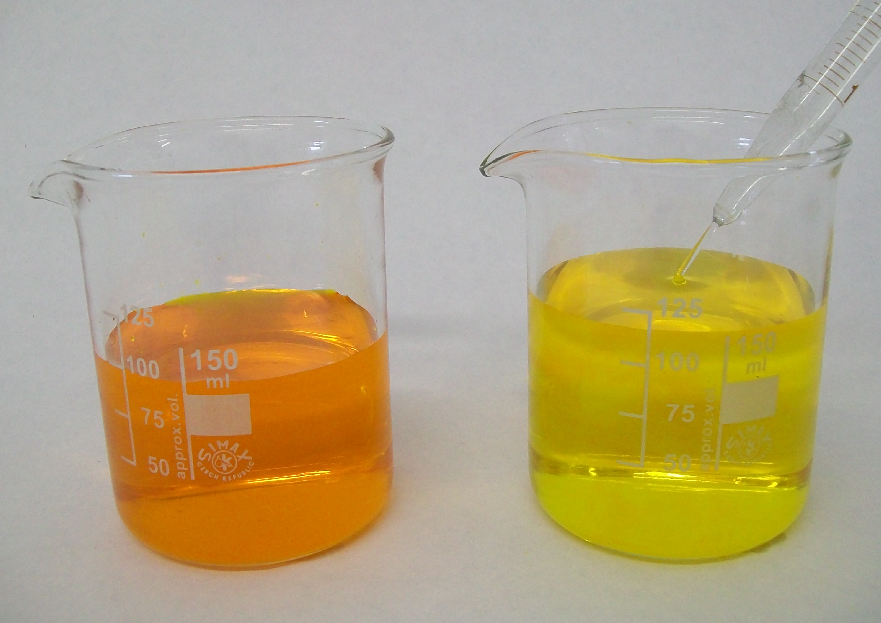
Verschuiving van chemisch evenwicht door toevoeging van natriumhydroxide aan een dichromaat-oplossing.

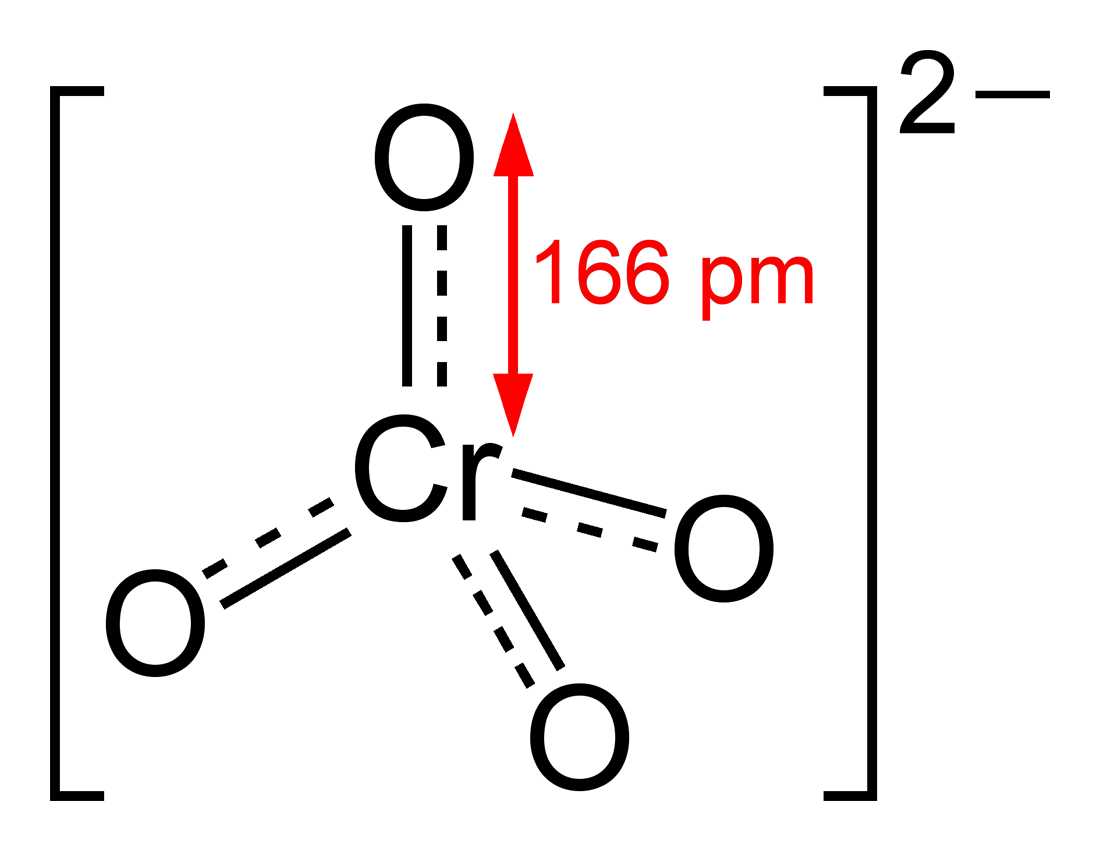
Structuurformule van het chromaat-anion.

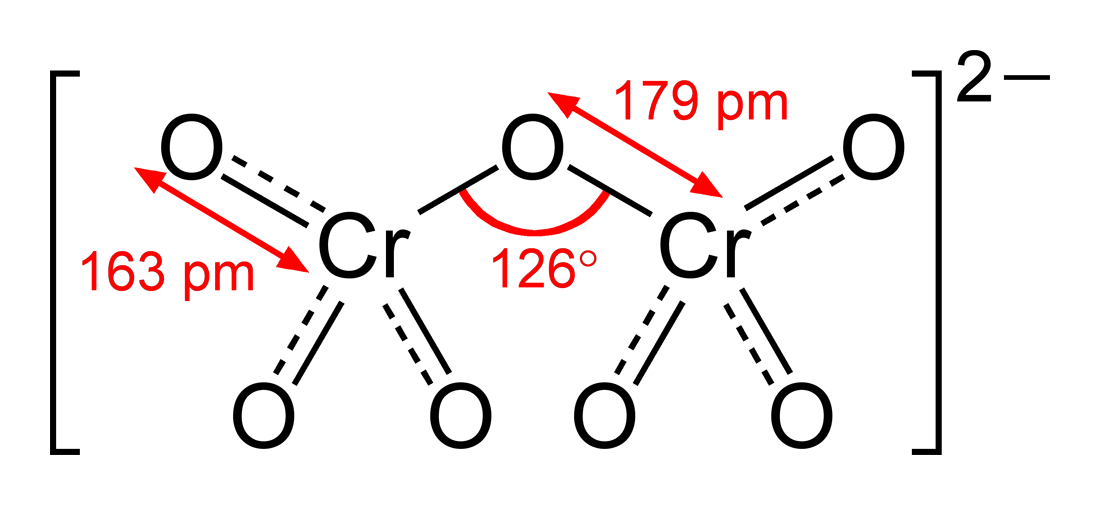
Structuurformule van het dichromaat-anion.

Chromaat en dichromaat zijn twee nauw met elkaar verwante ionen van chroom en zuurstof, met respectieve brutoformules CrO42− en Cr2O72−. Het zijn beide goede oxidatoren en komen in de natuur voor in de vorm van verschillende mineralen, zoals crocoiet en lopeziet.

## Evenwicht
Wanneer een chromaat of dichromaat wordt opgelost in water, dan staan beide met elkaar in een pH-afhankelijk evenwicht:
{\displaystyle {\ce {Cr2O7^2- + H2O <=> 2CrO4^2- + 2H+}}}
In een zuur milieu zal het dichromaation (oranje) voornamelijk aanwezig zijn, in een basisch of neutraal milieu is het chromaation (kanarie-geel) in overmaat aanwezig. Dit evenwicht kan, conform het principe van Le Chatelier, verschoven worden door de pH te veranderen. Door het toevoegen van een oplossing van natriumhydroxide aan een oplossing van kaliumdichromaat zal de kleur veranderen van oranje naar geel. Dit komt doordat de hydroxideionen reactie aangaan met de waterstofionen in water. Hierdoor daalt de concentratie van de waterstofionen. Omdat hierdoor de snelheid van de reactie tussen de chromaat-ionen en de waterstofionen (de reactie naar links) daalt, het evenwicht naar rechts verschuiven (naar de kant van het chromaat), hetgeen de verkleuring van de oplossing verklaart.
Een omgekeerde reactie vindt plaats wanneer aan een oplossing van kaliumchromaat zoutzuur wordt toegevoegd: op dat moment stijgt de concentratie van de waterstofionen, wat impliceert dat het evenwicht naar de kant van het dichromaation verschuift. De oplossing zal dus verkleuren van geel naar oranje.

## Structuur en eigenschappen
Het chromaat- en het dichromaation zijn sterk aan elkaar verwant, zowel qua structuur als qua eigenschappen. Ze bevatten beide chroom in hexavalente toestand. Het dichromaation kan worden opgevat als 2 chromaationen waarbij één zuurstofatoom is vervangen door een binding naar beide chroomatomen. Daardoor zijn het sterke oxidatoren. De sterkte als oxidator is sterk afhankelijk van de pH. Hoe lager de pH, hoe groter de oxiderende werking, hetgeen impliceert dat het dichromaat-anion een sterkere oxidator is. In zuur milieu wordt chromaat omgezet in dichromaat, zodat de halfreactie voor dichromaat (E° = 1,23 V
) er als volgt uitziet:
{\displaystyle {\ce {Cr2O7^2- + 14H+ + 6e- <=> 2Cr^3+ + 7H2O}}}
De erbij horende (vereenvoudigde) Nernstvergelijking luidt dan:
{\displaystyle E=E^{0}+{\frac {0{,}0591}{6}}\log \left(\mathrm {\frac {[Cr_{2}O_{7}^{2-}]\cdot [H^{+}]^{14}}{[Cr^{3+}]^{2}\cdot [H_{2}O]^{7}}} \right)}
Deze vergelijking laat zich omwerken - met log([H+]) = pH - tot
{\displaystyle E=E^{0}-{\frac {0{,}0591\cdot 14\cdot {\text{pH}}}{6}}+{\frac {0{,}0591}{6}}\log \left(\mathrm {\frac {[Cr_{2}O_{7}^{2-}]}{[Cr^{3+}]^{2}\cdot [H_{2}O]^{7}}} \right)}
In deze laatste vergelijking is te zien dat de redoxpotentiaal van dit redoxkoppel bij stijgende pH elke eenheid ongeveer 140 mV lager wordt.
Zowel het chromaat- als het dichromaation hebben een felle kleur.  Chromaat-zouten zijn felgeel, dichromaat-zouten hebben daarentegen een feloranje kleur. De uitzondering op deze regel is zilverchromaat, dat oranjegekleurd is. De oorzaak voor deze kleur ligt in het feit dat chroom een overgangsmetaal is en meer dan acht elektronen rond zich kan scharen middels de 18-elektronenregel. Het feit dat de bindingselektronen dan kunnen resoneren, maakt dat er een waarneembare kleur ontstaat. Eénzelfde redenering geldt voor het permanganaation.

## Hogere chromaten
Onder zeer zure en geconcentreerde omstandigheden kunnen hogere chromaten, zoals trichromaat (Cr3O102−), tetrachromaat (Cr4O132−) en polychromaten gevormd worden:
{\displaystyle {\ce {Cr2O7^2- + CrO4^2- + 2H3O+ <=> Cr3O10^2- + 3 H2O}}}

## Toepassingen
In de analytische chemie wordt gebruikgemaakt van de kleuren van het chromaat- en dichromaation: kaliumchromaat wordt als indicator in de argentometrie van een halogenide met zilvernitraat aangewend. Wanneer alle zilver heeft gereageerd met het halogenide zal deze een bruine neerslag geven met het chromaat. Op die manier weet men wanneer het equivalentiepunt is bereikt. Deze argentometrische techniek wordt ook wel de titratie volgens Mohr genoemd.
Een tweede toepassing in de analytische chemie wordt gevormd door gebruik van kaliumdichromaat als oxidator in de bepaling van het chemisch zuurstofverbruik (CZV) van afvalwater. Het CZV is een maat voor de hoeveelheid zuurstof die nodig is om alle in het afvalwater aanwezige verontreinigingen om te zetten in koolstofdioxide en water.
In het laboratorium wordt dichromaat dikwijls gebruikt om organische verbindingen te oxideren, zoals aldehyden en alcoholen naar carbonzuren. Hierbij wordt natriumdichromaat opgelost in een sterk zuur, waarbij in waterige oplossing chroomzuur wordt gevormd. Dit treedt op als oxiderend reagens.
Dichromaat wordt gebruikt bij gomdruk en kooldruk, beide kopieerprocessen.

## Toxicologie en veiligheid
Beide ionsoorten hebben een carcinogene werking, omdat zij allebei hexavalent chroom (CrVI+) bevatten. Daarnaast zijn oxidatoren gevaarlijk wanneer zij in contact komen met metalen of reductoren. Hierbij kunnen exotherme reacties optreden en schadelijke, irriterende of toxische dampen ontstaan.